# Satisfy You
Satisfy You (englisch für „dich zufriedenstellen“) ist ein Lied des US-amerikanischen Rappers Puff Daddy, das er zusammen mit dem R&B-Sänger R. Kelly aufnahm. Der Song ist die zweite Singleauskopplung seines zweiten Studioalbums Forever und wurde am 11. Oktober 1999 veröffentlicht.

## Inhalt
| Liedteil   | Künstler   |
| Intro      | Puff Daddy |
| Refrain    | R. Kelly   |
| 1. Strophe | Puff Daddy |
| 2. Strophe | Puff Daddy |
| Bridge     | R. Kelly   |
| 3. Strophe | Puff Daddy |

Satisfy You ist ein Liebeslied, in dem Puff Daddy und R. Kelly aus der Perspektive des lyrischen Ichs über eine Beziehung zu einer Frau rappen bzw. singen. Puff Daddy rappt über die wahre Liebe, die ihn nicht aufgrund seines Reichtums, sondern wegen seiner selbst liebt. Er will mit seiner Freundin alt werden, in guten und schlechten Zeiten zusammenstehen und mit ihr alle Dinge gemeinsam erleben. Der Rapper beteuert, dass seine Liebe echt sei und er alles für sie tun werde. Er sei nicht perfekt, doch werde sie mit seiner Liebe beschützen. Im Refrain singt R. Kelly, dass er der Einzige für sie sei und sie wirklich liebe, wobei er alles dafür tue, sie zufriedenzustellen.

“He don’t understand you like I do

No he’ll never make love to you like I do

So give it to me

Cause I can show you ’bout a real love

And I can promise anything that I do

Is just to satisfy you”

## Produktion
Das Lied wurde von Sean Combs in Zusammenarbeit mit dem Musikproduzenten J-Dub produziert. Beide fungierten neben Roger Greene, Kelly Price, R. Kelly, Denzil Foster, Jay King und Thomas McElroy auch als Autoren. Die Musik basiert auf dem Song I Got 5 on It des Rapduos Luniz von 1995.

## Musikvideo
Bei dem zu Satisfy You gedrehten Musikvideo führte Hype Williams Regie. Es verzeichnet auf YouTube über elf Millionen Aufrufe (Stand Juli 2023). Zu Beginn des Videos kommt Puff Daddy in seine Villa und erwischt dort seine Freundin, die ihn mit einem anderen Mann betrügt. Er steht schockiert vor dem Bett, während sie ihn verzweifelt ansieht. Es folgt ein Rückblick auf ihre Beziehung, wobei sie sich auf einer Party kennenlernen, auf der auch R. Kelly anwesend ist. Beide verbringen Zeit miteinander und landen zusammen im Bett. Anschließend sieht man sie beim Shoppen, bevor sie sich am Telefon streiten, während Puff Daddy im Aufnahmestudio einer anderen Frau näherkommt. Infolge des Streits ist die Freundin traurig und lädt sich einen anderen Mann in die Villa ein. Nun wird die Anfangsszene weitergeführt und Puff Daddy kommt nachhause, wo er beide im Bett erwischt und sich auf ihren Liebhaber stürzt. Anschließend wirft er ihre Sachen die Treppe der Villa hinunter und fordert sie auf, das Haus zu verlassen. Doch kurz darauf treffen sie sich wieder und umarmen und versöhnen sich. Zwischendurch sieht man Puff Daddy und R. Kelly, die komplett in Weiß gekleidet sind und den Song in einer wüstenähnlichen Landschaft rappen bzw. singen.

## Single

### Covergestaltung
Das Singlecover zeigt Sean Combs, der rot-weiß gekleidet ist und auf einem roten Stuhl sitzt. Er trägt ein rotes Basecap, eine Sonnenbrille, eine Halskette und eine Uhr und beugt sich leicht nach vorn. Im unteren Teil des Bilds befinden sich die weißen Schriftzüge Puff Daddy, Satisfy You und (Featuring R. Kelly). Im Hintergrund ist eine silbergraue Wand zu sehen.

### Titellisten
Single
1. Satisfy You (Radio Mix) feat. R. Kelly – 4:19
2. P.E. 2000 (Lost Remix) feat. Shyne – 4:09

Maxi 1
1. Satisfy You (Radio Mix) feat. R. Kelly – 4:19
2. Satisfy You (Instrumental) – 4:19
3. P.E. 2000 (Lost Remix) feat. Shyne – 4:09
4. P.E. 2000 (Rock Remix) feat. Mista Chuck – 4:30

Maxi 2
1. Satisfy You (Radio Edit) feat. R. Kelly – 4:35
2. Satisfy You (Remix) feat. Lil’ Kim und Mario Winans – 4:27
3. Satisfy You (West Coast Remix) feat. The Luniz – 4:38
4. Satisfy You (Remix Instrumental) feat. R. Kelly – 5:12

### Chartplatzierungen
Satisfy You stieg am 18. Oktober 1999 auf Platz 71 in die deutschen Singlecharts ein und erreichte drei Wochen später mit Rang zwei die höchste Position, auf der es sich zwei Wochen halten konnte. Insgesamt hielt sich der Song 18 Wochen lang in den Top 100, davon acht Wochen in den Top 10. Weitere Top-10-Platzierungen gelangen unter anderem in den Vereinigten Staaten, Belgien, den Niederlanden, der Schweiz und im Vereinigten Königreich. In den deutschen Single-Jahrescharts 1999 erreichte das Lied Rang 38.
| ChartsChartplatzierungen       | Höchstplatzierung | Wochen |
| ------------------------------ | ----------------- | ------ |
| Deutschland (GfK)              | 2 (18 Wo.)        | 18     |
| Österreich (Ö3)                | 17 (11 Wo.)       | 11     |
| Schweiz (IFPI)                 | 6 (17 Wo.)        | 17     |
| Vereinigtes Königreich (OCC)   | 8 (11 Wo.)        | 11     |
| Vereinigte Staaten (Billboard) | 2 (20 Wo.)        | 20     |

| ChartsJahrescharts (1999)      | Platzierung |
| ------------------------------ | ----------- |
| Deutschland (GfK)              | 38          |
| Vereinigte Staaten (Billboard) | 95          |

| ChartsJahrescharts (2000) | Platzierung |
| ------------------------- | ----------- |
| Schweiz (IFPI)            | 75          |

### Auszeichnungen für Musikverkäufe
Satisfy You erhielt noch im Erscheinungsjahr in Deutschland für mehr als 250.000 verkaufte Einheiten eine Goldene Schallplatte.
| Land/Region                  | Auszeichnungen für Musikverkäufe (Land/Region, Auszeichnung, Verkäufe) | Verkäufe |
| ---------------------------- | ---------------------------------------------------------------------- | -------- |
| Belgien (BRMA)               | Gold                                                                   | 25.000   |
| Deutschland (BVMI)           | Gold                                                                   | 250.000  |
| Vereinigte Staaten (RIAA)    | Gold                                                                   | 500.000  |
| Vereinigtes Königreich (BPI) | Silber                                                                 | 200.000  |
| Insgesamt                    | 1× Silber · 3× Gold ·                                                  | 975.000  |

Hauptartikel: Sean Combs/Auszeichnungen für Musikverkäufe
Bei den Grammy Awards 2000 wurde Satisfy You in der Kategorie Best Rap Performance by a Duo or Group nominiert, unterlag jedoch You Got Me von The Roots und Erykah Badu.